# Demon King Daimao
Ichiban Ushiro no Daimaou (яп. いちばんうしろの大魔王 Итибан усиро но даймао:, досл. «Князь тьмы с задней парты») — серия лайт-новел Сётаро Мидзуки, иллюстрированная Соити Ито.

## Сюжет
История любви, магии и сражений разворачивается вокруг Акуто Саи, юноши, стремящегося стать главным священником Земли и внести огромный вклад в становление мира. Однако в Академии магии, в которую он поступил, тест на будущую профессию (ещё ни разу не ошибавшийся) утверждает, что юноше суждено стать Князем Тьмы, лидером всех демонов. Так начинаются его приключения в мире магии.

## Персонажи

### Главные
- Акуто Саи (яп. 紗伊 阿九斗 Саи Акуто)

Сэйю — Такаси Кондо; Каори Акаси (в детстве)
Саи был подброшен неизвестными на ступени церкви, где и рос долгое время, мечтая стать первосвященником, дабы изменить мир к лучшему. С детства не верит в Богов, называя их обыкновенной системой и выдумкой людей. Однако поступив в Академию магии, он узнаёт, что ему суждено стать властителем зла, Князем Тьмы. Другие студенты приходят от этого в ужас и сторонятся его, но у него также находятся и поклонники. Первых он пытается убедить в своей доброжелательности, вторых же слегка недолюбливает. Спустя некоторое время после начала обучения к нему в руки попадает дракон Петерхаузен (яп. ピーターハウゼン Пи:та:хаудзэн), когда-то принадлежавший предыдущему Князю Тьмы. Владеет необычной маной, непохожей на людскую.
- Дзюнко Хаттори (яп. 服部 絢子 Хаттори Дзюнко)

Сэйю — Ёко Хикаса
Дзюнко Хаттори обладает обострённым чувством справедливости. Дочь главы клана ниндзя. В школе её прозвали вождём. Когда она узнаёт, что Акуто Саи, с которым она познакомилась по дороге в Академию (и с которым поклялась в вечной дружбе), должен стать Князем Тьмы, то решает уничтожить его в интересах общества. В неумелых попытках Акуто совершать добрые дела она видит лишь правонарушения. Вскоре помирилась с Саи. Влюблена в него, в 9 главе Акуто (сам того не зная) приезжал к Дзюнко на смотрины. Дзюнко достала из ножен клинок Соха. У неё есть сестра Юко Хаттори.
- Кэна Сога (яп. 曽我 けーな Сога Кэ:на)

Сэйю — Аки Тоёсаки
Одна из одноклассниц Акуто, носящая странную заколку в форме птицы, которую, как впоследствии оказывается, подарил ей Акуто, когда они были детьми. Эта заколка позволяет ей становиться невидимой, однако этот эффект достигается лишь в том случае, если на ней нет одежды. Также способна летать, однако другими магическими способностями практически не владеет. Безумно любит рис. Разговаривает торжественно, преимущественно стихами. Мысли как у ребенка, но в последних сериях начинает поражать всех вокруг своей философией. В 12 серии переписала память всем свидетелям битвы, не считая Саи и его друзей. Она является судией личности, то есть, если она заключит договор с любой стороной, то получит нематериальное тело, которое способно управлять богами.
- Коронэ (яп. ころね)

Сэйю — Аой Юки
Коронэ — представительница Лиладанов (яп. リラダン Рирадан), расы андроидов, посланная правительством для наблюдения за будущим Князем Тьмы круглые сутки. Способна читать эмоции других людей и обнаруживать ману различных уровней силы; имеет огромный запас оружия. Она, как правило, пассивна и зачастую не вникает в суть происходящего. Спит в маленьком шкафу в комнате Акуто. Как и все подобные ей андроиды, может быть отключена, если потянуть за её похожий на кроличий хвост в нижней части спины, что создаёт в аниме множество этти-сцен.
- Хироси Мива (яп. 三輪 寛 Мива Хироси)

Сэйю — Цубаса Ёнага
Хироси — друг Акуто Саи, нашедший в нём своего покровителя. Обладая слабым характером, он тем не менее даёт Акуто советы, как лучше всего выйти из той или иной сложной ситуации. Дух-ворон сообщает, что Миве суждено стать героем. Он опоздал на тест, так что его будущая профессия не вызвала такой реакции, как судьба Акуто. В 7 серии достает из камня меч, который превращается в браслет, дающий необыкновенную мощь его обладателю. Взял себе псевдоним «Храбр» и стал супергероем. Влюблен в Юри Хосино.
- Фудзико Это (яп. 江藤 不二子 Это: Фудзико)

Сэйю — Сидзука Ито
Фудзико Это — нынешняя глава богатой семьи Это, первая красавица школы (как сказал Хироси), а также глава женского общежития в Академии, строящая свои планы вокруг Акуто. Также она возглавляет подпольную организацию, использующую чёрную магию. Голову своего убитого брата она держит в контейнере с жидкостью и постоянно советуется с ним. Научилась контролировать монстров «ради Саи», надеется, что в будущем она и Акуто будут править миром. В бою использует зелья и плеть. В черной магии сверяется с книгой «Ненависть»

### Второстепенные
- Мицуко Тории (яп. 鳥井 美津子 Тории Мицуко)

Сэйю — Тиаки Такахаси
Классная руководительница Акуто, Кэны и Дзюнко, также выполняющая в Академии функции врача и волшебного исследователя. Несколько раз говорила, что с радостью будет изучать тело Акуто, если тот погибнет. В основном добродушная. Именно она отправила Саи в комнату мысли.
- Боитиро Ямато (яп. 大和 望一郎 Ямато Бо:итиро)

Сэйю — Тарусукэ Сингаки
Главный антагонист аниме. Как сказала Сога, он живет «и в прошлом и в будущем, и знает, каковы боги на самом деле». Он сражался со школьным директором. Не стареет. Использует технику «Hudgson», что позволяет ему напасть на противника с мечом так быстро, что враг не может предвидеть момент, когда он атакует. У Боитиро есть меч, раны от которого не исцеляются с помощью маны. Глава отдела магической разведки. Ямато смертельно ранил Кэйдзо Тэрую, когда защищал Кэну. Эйко Тэруя была его сообщницей. Обнаружил Закон Личности. Боитиро перепутал Кэну с Риму, поэтому и считал, что именно он подарил Соге заколку. Желал использовать её, чтобы управлять богами.
- Эйко Тэруя (яп. 照屋 栄子 Тэруя Эйко)

Сэйю — Харука Томацу
Дочь главы дома Тэруя — Кэйдзо Тэруи. Девушка с несносным характером. В ужасных отношениях с Дзюнко. Убила своего отца, который доверился ей после схватки с Боитиро. После смерти своего отца получила титул верховного жреца Сухары. В 11-й серии сбежала в панике с поля боя и наткнулась на живого Кэйдзо.
- ВиВи (VV)

Маг-кукловод из СИМО-8 (Специального изничтожающего магов отряда). Окончательно его мотивы (как и мотивы Лили) непонятны. Желал осрамить семью Тэруя и победить князя тьмы. Предлагал главе объединиться, но той он не понравился. Направил Кондомуса в самый разгар битвы (его победили Это и Митиэ). Из-за ВиВи крейсер «Черный Журавль» разбился. Спас студсовет. У него много лиц. После битвы бесследно исчез.
- Юко Хаттори (яп. 服部 ゆう子 Хаттори Ю:ко)

Сэйю — Юка Игути
Псевдоним — Юри Хосино. Сестра Дзюнко Хаттори. Телезвезда. Сразу поняла, что Акуто не человек. В ней с детства поселилась мана монстра, поэтому она и боится Саи. После пробуждения маны монстра в ней проснулись безумие и жажда убивать. Благодарна Храбру. Влюблена в него.

### Совет профилактики
- Лили Сираиси (яп. リリィ 白石 Рири: Сираиси)

Сэйю — Рё Хирохаси
Президент студенческого совета академии, на голове всегда носит шляпу, а на шее — длинный шарф. Низкорослая. Может вытягивать свои руки на очень большое расстояние. Любимая фраза: «Что хочу, то и творю». Непредсказуема. Защищает школу. Помогала Акуто, но сказала, что у них разные взгляды, и она не будет потакать ему постоянно. Устроила линию препятствий в подземельях. Очень сильная и умная.
- Канна Камияма (яп. 神山 カンナ Камияма Канна)

Сэйю — Каору Мидзухара
Бухгалтер совета профилактики с ушками и волчьими конечностями. Способна обращаться в волка. Весёлая.
- Митиэ Отакэ (яп. 大竹 美智恵 О:такэ Митиэ)

Сэйю — Аяна Такэтацу
Замглавы студенческого совета. Носит причёску из двух хвостов розового цвета. Способна превращаться в ураган из летучих мышей или же создавать их. Лили весьма высоко оценивает её возможности.
- Арнул (яп. アルヌール Аруну:ру)

Секретарь совета профилактики. Может облачаться в доспехи. Единственное слово, которое она обычно (за исключением одной сцены в последнем эпизоде сериала) произносит — «Гуга!»
- Петерхаузен (яп. ピーターハウゼン Пи:та:хаудзэн)

Древний дракон, живущий в руинах. Был питомцем предыдущего Князя Тьмы, впоследствии принял покровительство Акуто. Показал Фудзико, что на самом деле случилось с её братом (она, как и её семья, долгое время считали, что он бежал с задания и покончил с собой). Обитает в подземелье, куда можно попасть через портал в ящике стола Саи. Постоянно выслушивает мечты Фудзико о том, как она будет править с Саи. Считает пробудившихся монстров слабыми, не чета прежним.

## Аниме
Первая серия аниме-адаптации вышла на экраны 3 апреля 2010 года сразу на нескольких каналах: Tokyo MX TV, Chiba TV и Sun TV. Версия без цензуры выходила на канале AT-X через 2 дня после официальной премьеры. Открывающая тема «REALOVE:REALIFE» исполнена японской поп-группой Sphere, а закрывающая «Everyday Sunshine Line!» — Нацуко Асо.

### Аниме-сериал
| 1 | Рождение Князя Тьмы! «Мао: га тандзё:ситятта!» (魔王が誕生しちゃった!)          | 3 апреля, 2010  |
| Акуто Саи встречает Дзюнко Хаттори в поезде, идущем к Академии Магии. Он рассказывает ей о своей мечте сделать мир лучше. Однако, прибыв на место учёбы, он узнаёт, что ему суждено стать Князем Тьмы. Во время ссоры с Дзюнко по этому поводу он «случайно» уничтожает комнату, где в это время шли занятия. Хироси, впечатлённый силой Саи, становится его верным другом и помощником. Ночью, когда Акуто решил извиниться перед Дзюнко прямо в женском общежитии, та нападает на юношу, однако его спасают Кэна Сога и появившаяся изниоткуда Коронэ, представившаяся «наблюдателем», посланным, чтобы следить за будущим Князем Тьмы. |                                                                                 |                 |
| 2 | Странный наблюдатель «Окаси на кансиин» (おかしな監視員)                        | 10 апреля, 2010 |
| Фудзико Это, имеющая свои планы насчёт Акуто, вызывается на роль посредника по сближению Саи и Хаттори. Она просит его отправиться в горы для встречи, однако он и Коронэ по пути подвергаются атаке гигантской собаки. Сумев одолеть её, а саму Коронэ отключить (чтобы не было лишних глаз), Акуто встречается с Фудзико, и та передаёт ему пистолет с особенными таблетками, поражение которыми заставит человека понять чувства другого. |                                                                                 |                 |
| 3 | Жутковатый старшеклассник «Тётто ковай сэмпай» (ちょっと怖い先輩)               | 17 апреля, 2010 |
| Акуто вступает в Совет профилактики. В один из вечеров он отражает нападение на себя, заодно узнает, как надо атаковать маной. Свидетелем этой сцены становиться Дзюнко, которая объявляет Саи войну. В ходе нападения на Акуто ученики школы обвиняют Хаттори в помощи Князю Тьмы. Поняв, что поспешила с выводами, Дзюнко мирится с Акуто. Сога накормила всю школу рисом, в которую подсыпала таблетки, подаренные Это. Как оказалось, пилюли заставляли полюбить саму Фудзико. |                                                                                 |                 |
| 4 | Весёлое одиночество? «Докубо: ва таносий?» (独房は楽しい？)                     | 24 апреля, 2010 |
| Акуто, неумело обращавшегося на уроке с маной, что чуть было не привело к трагедии, отправляют для тренировок в особую комнату, где он находит странную карту. Принявшая её за карту сокровищ Кэна расклеивает её копии по всей Академии. На учеников, решивших последовать по указанному на ней пути, нападают, из-за чего большинство решает, что за всем этим стоит Акуто. Юноша сам отправляется в путь, чтобы доказать, что это не так. |                                                                                 |                 |
| 5 | Остерегайтесь подземных лабиринтов «Тика мэйкю: ни гоё:дзин» (地下迷宮にご用心) | 1 мая, 2010     |
| Оказавшись в подземелье, на которое указывала карта, Саи пробуждает, а затем и усмиряет дракона, когда-то принадлежавшего другому Князю Тьмы. Акуто выясняет, что ситуация была подстроена студенческим советом во главе с Лили. Дзюнко Хаттори раскрывает личность Эйко, всего за несколько часов до этого втеревшуюся в компанию Акуто, — она оказывается правительственной шпионкой. |                                                                                 |                 |
| 6 | Школьные приключения у моря! «Ринкайгакко: э ико:!» (臨海学校へ行こう!)         | 8 мая, 2010     |
| Вся школа отправляется на море. В начале эпизода Акуто не хотели отпускать из-за легенды, созданной местными жителями. Легенда гласит, что во время возрождения Князя Тьмы из озера восстанет чудище. Также известно, что его победит человек, которому суждено одолеть Князя Тьмы. Хироси показывает Кэне меч в камне, который и должен достать герой, спасший деревню. Во время отдыха Коронэ пытается соблазнить Саи по заданию. |                                                                                 |                 |
| 7 | Появление легендарного героя! «Дэнсэцу но ю:ся аравару!» (伝説の勇者現る!)      | 15 мая, 2010    |
| Чудище из озера было разбужено неким мистером Х из СИМО-8. Хироси достает клинок из камня. Легендарный меч превращается в наручные часы. После их активации в режиме «Храбр» на Хироси появляется костюм с огромным боевым инвентарём, на манер Железного Человека. Храбр (так себя назвал Мива) убивает чудище, Акуто — мистера Х. Саи защитил побеждённого от Хироси и просит Храбра не убивать человека в белом. Коронэ признает, что провалила задание. |                                                                                 |                 |
| 8 | Нравится ли она тебе? «Ано ко ни госю:син?» (あの子にご執心?)                   | 22 мая, 2010    |
| Кэна приглашает Саи на свой день рождения. Акуто пытается заставить её посещать школу, но потом понимает, что таким способом посягает на свободу Соги. Это пытается добыть монстра для Акуто, находит яйцо, но ей никак не удается разбудить монстра. Яйцо крадет Кэна, для того чтобы рис стал вкуснее. В руках Саи яйцо увеличивается и раскалывается, оттуда выходит двуглавый петух. Монстра убивает Храбр. В знак благодарности Миву целует Юри Хосино, телезвезда. |                                                                                 |                 |
| 9 | Переполох на смотринах «Тонда омиай со:до:» (とんだお見合い騒動)                | 29 мая, 2010    |
| 10 | Поле битвы Акуто — столица «Акуто но тэйто дай сэнсо:» (阿九斗の帝都大戦争)     | 5 июня, 2010    |
| 11 | Финальная битва девушек «Оннатати но сайсю: кэссэн» (女たちの最終決戦)          | 12 июня, 2010   |
| 12 | Всё закончено? «Осимай ва кампэки?» (おしまいは完璧?)                           | 18 июня, 2010   |